# 名田和由
名田 和由(なだ かずよし、1965年11月1日 - )は、日本の実業家。ヤマサ蒲鉾株式会社 代表取締役社長。

## 来歴
兵庫県姫路市に生まれる。大阪経済大学経済学部を卒業と同時にヤマサ蒲鉾へ入社。 2006年に代表取締役社長就任。兵庫県蒲鉾組合連合会の会長もつとめる。
姫路城の写真家としても知られており、自身の撮影した写真を用いて2017年にはカレンダーを、2021年には記念切手を作成している。